# Succimer
Acid dimercaptosuccinic (DMSA), còn được gọi là succimer, là một loại dược phẩm dùng để điều trị cho nhiễm độc chì, thủy ngân và ngộ độc asen. Khi được đánh dấu phóng xạ với technetium-99m, chúng cũng có thể được sử dụng trong một số loại xét nghiệm chẩn đoán. Thuốc này được dùng bằng đường miệng trong 19 ngày. Nên chờ hai tuần trước khi dùng tiếp một đợt điều trị thứ hai.
Các tác dụng phụ thường gặp của thuốc có thể kể đến như nôn mửa, tiêu chảy, phát ban và mức độ bạch cầu trung tính thấp. Các vấn đề về gan và phản ứng dị ứng cũng có thể xảy ra khi sử dụng thuốc này. Vẫn chưa rõ ràng về mức độ an toàn khi sử dụng trong khi mang thai. Acid dimercaptosuccinic nằm trong họ thuốc phức chất. Chúng hoạt động bằng cách liên kết với chì hoặc một số kim loại nặng khác và tạo cơ hội để đào thải chúng rời khỏi cơ thể qua nước tiểu.
Acid dimercaptosuccinic đã được sử dụng trong y tế từ những năm 1950.  Nó nằm trong danh sách các thuốc thiết yếu của Tổ chức Y tế Thế giới, tức là nhóm các loại thuốc hiệu quả và an toàn nhất cần thiết trong một hệ thống y tế. Tại Hoa Kỳ, vẫn chưa có phiên bản thuốc gốc tính đến năm 2015. Một đợt điều trị sẽ có giá hơn 200 đô la Mỹ (khoảng 6,63 đô la mỗi viên thuốc 100 mg). Ở Ấn Độ, giá là vào khoảng 1,24 đô la cho mỗi viên thuốc 100 mg.